# Заяц, Леонард Иосифович
Леона́рд Ио́сифович (Левон Исаакович) За́яц (март 1890, деревня Долгиново Вилейского уезда Виленской губернии, ныне Вилейский район Минской области — 23 сентября 1935, Уфа) —белорусский политический и общественный деятель, публицист, мемуарист.

## Биография
Окончил Петербургский университет. В 1914—1916 годах был контролёром Вильнюсского акцизного управления, в 1916—1917 годах работал в Минске во Всероссийском земсоюзе. Член партии белорусских эсеров. На 1-м Всебелорусском съезде 1917 года был избран членом Совета. С февраля 1918 года находился в составе Народного секретариата БНР на должности государственного контролёра.
9 февраля 1919 года принял участие в организованном Луцкевичем собрании белорусских организаций, на котором было принято решение начать переговоры с польским правительством по поводу создания польско-белорусской федерации. Условием предстояло признание польской стороной Совета Министров БНР как официального правительства Белоруссии, однако польское правительство этого не сделало.
После раскола Рады БНР 13 декабря 1919 года работал заведующим канцелярией и государственным секретарём в Народной Раде БНР. Участвовал во 2-й Всебелорусской конференции 1925 года в Берлине, где признал Минск единым центром национально-государственного возрождения Белоруссии.
В 1925 году вернулся в Минск. До ареста работал консультант-инспектором бюджетного управления наркомата финансов БССР. Подпал под «чистку аппарата», уволен и 19 июля 1930 года арестован ГПУ БССР по делу «Союза освобождения Беларуси». 10 апреля 1931 года был осуждён как «член контрреволюционной организации» и за «антисоветскую агитацию» и сослан на 5 лет в Уфу. 25 июля 1935 года повторно арестован областным управлением НКВД СССР. Умер в тюрьме во время следствия. Реабилитирован ВС БССР 10 июне 1988 года.
Написал ряд публицистических статей и воспоминаний о деятелях белорусской культуры.